# Fotosystém II
Fotosystém II (ve zkratce PSII či vodní-plastochinon oxidoreduktáza) je první proteinový komplex fotosystému ve světelné fázi fotosyntézy. Nachází se v tylakoidních membránách rostlin, řas a sinic a funguje jako oxidoreduktáza oxidující vodu a redukující plastochinon. Pomocí energie ze světla přenáší elektrony z vody (za vzniku molekulárního kyslíku a protonů) na plastochinon, který se redukuje na plastochinol. Tímto způsobem jsou získávány veškeré elektrony, které pak probíhají fotosyntetickým řetězcem a na konci jsou použity na redukci oxidu uhličitého na sacharidy. Uvolňované protony (vodíkové kationty) přispívají k tvorbě protonového gradientu, který využívá ATP syntáza k tvorbě ATP. Oproti fotosystému I obsahuje krátkovlnnější formu chlorofylu s absorpcí světla do vlnové délky 680 nm, proto se označuje P680. Fotosystém II má méně kofaktorů, než fotosystém I.

## Související článek
- Fotosystém
- Fotosystém I